# Elisabeth von Bregenz

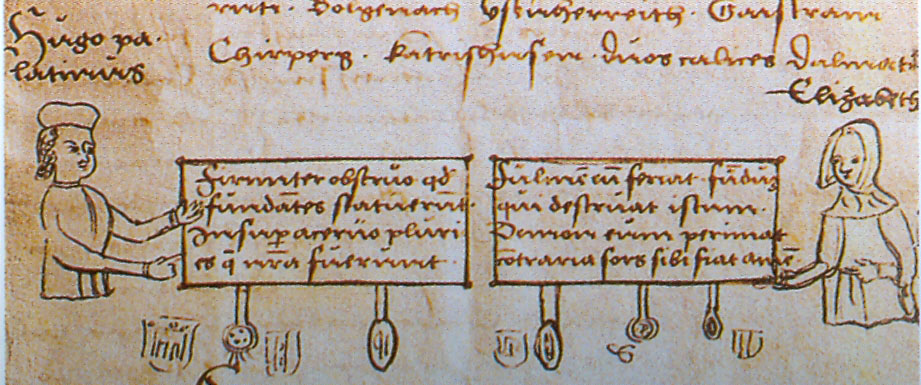
Charta fundatorum moasterii nostri Prigantini (Urkunde der Gründer unseres Klosters Bregenz): Elisabeth von Bregenz und ihr Ehemann, Pfalzgraf Hugo von Tübingen, 1519

Gräfin Elisabeth von Bregenz (* 1152; † nach 1. April 1216) war die Alleinerbin der Grafen von Bregenz sowie durch Heirat Pfalzgräfin von Tübingen.

## Familie
Elisabeth von Bregenz war die einzige Tochter und Erbin des Grafen Rudolf von Bregenz aus dessen zweiter Ehe mit Wulfhild von Bayern, einer Tochter des Welfenherzogs Heinrich IX. von Bayern, genannt Heinrich der Schwarze. Dessen Enkel Kaiser Friedrich I. Barbarossa war daher ihr Vetter ersten Grades.
Sie war die alleinige Erbin von Montfort und Bregenz sowie weiterem Besitz in Churrätien, Tettnang und Sigmaringen.
Vor dem 1. Mai 1171 heiratete sie den Pfalzgrafen Hugo II. von Tübingen. Sie hatte mit ihm folgende Kinder:
- Heinrich, Graf
- Rudolf I. Pfalzgraf von Tübingen († nach 1. April 1219) ⚭ Mathilde von Gleiberg
- Burkard (um 1180)
- Hugo I., Graf von Bregenz und Montfort († 12. März 1230/34) ⚭ Mathilde von Eschenbach-Schnabelburg, Begründer des Hauses Montfort